# Topolea, Hluhiv
Topolea (în ucraineană Тополя) este un sat în comuna Suhodil din raionul Hluhiv, regiunea Sumî, Ucraina.

## Demografie
Componența lingvistică a localității Topolea
     Rusă (51,22%)
     Ucraineană (48,78%)
Conform recensământului din 2001, majoritatea populației localității Topolea era vorbitoare de rusă (51,22%), existând în minoritate și vorbitori de ucraineană (48,78%).